# Термохімічне руйнування
Термохімічне руйнування — спеціальний метод збагачення корисних копалин.
Вибіркове термохімічне руйнування застосовують для руд, породна частина яких представлена карбонатами: кальцитом, магнезитом, сидеритом. Цінний компонент представлений термостійкими мінералами — пірохлором, флуорапатитом і ін.
Збагачення з використанням вибіркової зміни розмірів компонентів іде за схемою: термічне розкладання, гасіння у воді недопалу, класифікація, при якій у «мінусовий» продукт виводять гідрооксиди кальцію, магнію або заліза.
Термічна дисоціація карбонатів протікає за реакцією:
Процес супроводжується поглинанням тепла. Температура розкладання кальциту 900—910 °C, магнезиту — 670 °C, сидериту — 400 °C. Гасіння продукту випалення протікає за реакцією:
Гасіння супроводжується значним виділенням тепла. Частина води переходить у пару. Шматки недопалу розсипаються в крихку масу гідрооксиду металу, яка при перемішуванні переводиться в тонкодисперсний стан.
На процес термохімічного руйнування впливає: температура, час випалення, крупність початкового матеріалу.
При t = 1000 °C і тривалості випалення 2 години досягається переведення 90 % кальциту в тонкодисперсний стан з карбонатної руди, що містить пірохлор і апатит.
При t = 900 °C і тривалості випалення 2 години тільки 58 % кальциту переводиться в тонкодисперсну фракцію. Для досягнення 90 % цього показника потрібна тривалість випалення 8 годин.
В промислових масштабах метод термохімічного руйнування отримав застосування при переробці карбонатних марганцевих і фосфатних руд.